# Zbyněk Michálek
Zbyněk Michálek (ur. 23 grudnia 1982 w Jindřichowym Hradcu) – czeski hokeista, reprezentant Czech, dwukrotny olimpijczyk.
Jego młodszy o dwa lata brat Milan także został hokeistą. Również 23 grudnia, lecz cztery lata wcześniej, w Jindřichowym Hradcu urodził się inny czeski hokeista, Aleš Kotalík.

## Kariera klubowa
- HC Energie Karlowe Wary U20 (1999-2000)
- Shawinigan Cataractes (2000-2002)
- Houston Aeros (2002-2005)
  -  Minnesota Wild (2003)
- Phoenix Coyotes (2005-2010)
- Pittsburgh Penguins (2010-2012)
- Phoenix Coyotes (2012-2015)
- St. Louis Blues (2015)
- Arizona Coyotes (2015-2017)
- Tucson Roadrunners (2016-2017)
- Sparta Praga (2017-2019)
- HC Kometa Brno (2019)

Wychowanek drużyny HC Jindřichův Hradec. Od czerwca 2012 roku ponownie zawodnik Phoenix Coyotes. Od marca 2015 zawodnik St. Louis Blues. Od lipca 2015 zawodnik Arizona Coyotes. Od października 2017 był graczem Sparty Praga, a następnie od tycznia do kwietnia 2019 grał w Komecie Brno.

## Kariera reprezentacyjna

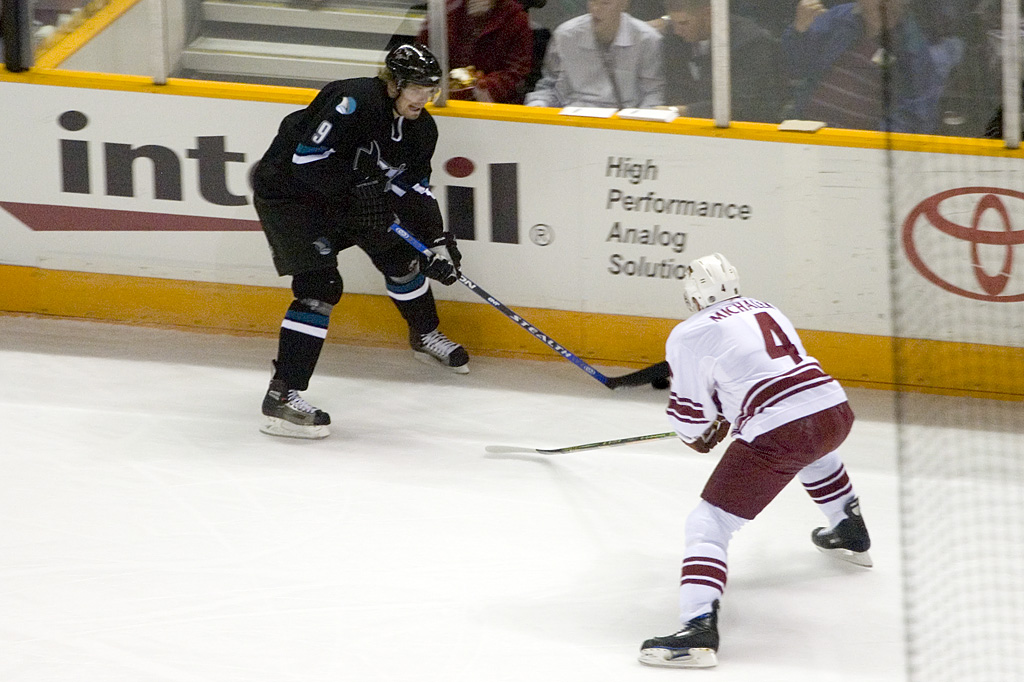
Bracia Milan (z lewej) i Zbyněk (z prawej) Michálek naprzeciw siebie w meczu NHL (2006)

Uczestniczył w turniejach mistrzostw świata 2006, 2007, 2008, 2011, 2013, zimowych igrzysk olimpijskich 2010, 2014, Pucharu Świata 2016.

## Sukcesy
Reprezentacyjne
- Srebrny medal mistrzostw świata: 2006
- Brązowy medal mistrzostw świata: 2011

Klubowe
- Mistrzostwo dywizji AHL: 2003 z Houston Aeros
- Norman R. „Bud” Poile Trophy: 2003 z Houston Aeros
- Mistrzostwo konferencji AHL: 2003 z Houston Aeros
- Puchar Caldera: 2003 z Houston Aeros

Indywidualne
- Mistrzostwa Świata w Hokeju na Lodzie 2013/Elita: jeden trzech najlepszych zawodników reprezentacji[7]